# Cesário de Terracina
São Cesário de Terracina (em italiano: San Cesario Deacono, "São Cesário, o Diácono") foi um mártir cristão. A igreja de San Cesareo in Palatio, em Roma, leva seu nome. Ele é venerado como santo na Igreja Ortodoxa Oriental e na Igreja Católica Romana, com festa em 1º de novembro.

## Vida
Cesário se opôs aos rituais pagãos que proporcionavam o sacrifício de um jovem em homenagem ao deus Apolo. Por esse motivo, o jovem diácono foi fechado em um saco e jogado no mar.
Em todo o mundo cristão, existem muitas igrejas dedicadas a este diácono porque ele substituiu e cristianizou o culto dos imperadores romanos por causa de seu nome que significa "devoto a César".
Geralmente, as estátuas dele apresentam  um saco (o instrumento que lhe causou a morte), um Evangelho e uma palma de martírio nas suas mãos.
São Cesário diácono é invocado pelo bom sucesso de cesariana, contra afogamento e inundações (especialmente o rio Tibre em Roma, perto do qual existia a igreja San Cesareo de Arenula). 
É comemorado no dia 1 de novembro.

## Relíquias

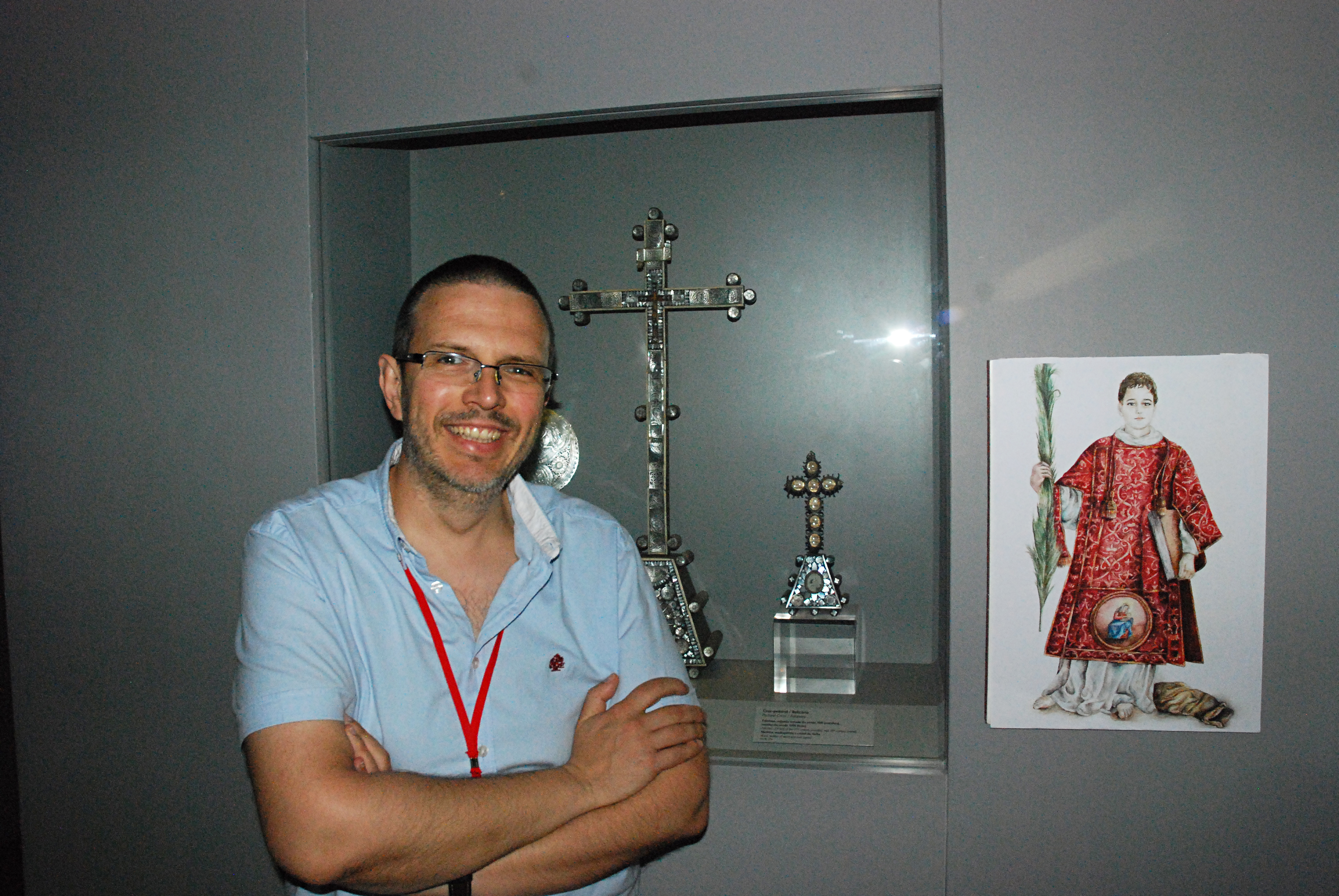
Museu de São Roque de Lisboa, relicário de São Cesário diácono. Na foto, João Miguel Ferreira Antunes Simões, Historiador de Arte.

No Museu de São Roque de Lisboa, na sala de Arte Oriental, é preservada a Cruz-peitoral/relicário da Terra Santa (segunda metade do século XVII, Inv. Rl. 276), com 14 relíquias georreferenciadas (no centro da cruz há um fragmento de osso de São Cesário diácono de Terracina), que faz um percurso entre os Paises Baixos e Jerusálem, podendo constituir pontos de geo-referência numa rota de peregrinação à Terra Santa, que se iniciava no colégio jesuíta de Saint Omer (Artois) e tinha uma paragem precisamente na Igreja de São Cesareo de Appia em Roma, por ter também uma relíquia de São Cesário Mártir (de brachio S. Cesarii).
Em Jerusalém, a Cruz-peitoral foi concebida por um artífice local, que reuniu na mesma peça as relíquias adquiridas ao longo do itinerário de peregrinação. A cruz é inventariada nos bens da Casa Professa em 1695.
Na Basílica de São Sebastião (Igreja dos Frades Capuchinhos) de Rio de Janeiro, na Paróquia Nossa Senhora das Graças de Caieiras (Brasil), no Museu Frederic Marès de Barcelona são preservados em calendários-relicários, no dia 1º de novembro, fragmentos ósseos de "1 S. Cæsarei D. M.".
De 30 de março a 30 de junho de 2015, o braço relicário de São Cesário preservado na Catedral de Terracina foi exibido na exposição "Esculturas preciosas: ourivesaria sagrada na Lácio", instalada no Braccio di Carlo Magno, na Praça de São Pedro, no Vaticano, para Antonio Paolucci, diretor dos Museus Vaticanos.